# Халилов, Мустафа Халилович
Мустафа Халилович Халилов (1897, Аджи-Болат, Таврическая губерния, Российская империя — 24 апреля 1997, Ташкент, Узбекистан) — деятель крымскотатарского национального движения.

## Биография
Родился в январе 1897 года в селении Аджи-Болат Симферопольского уезда в семье преподавателя деревенского медресе по имени Сеит-Халиль. Как и отец, получил хорошее образование: пройдя программу сельской школы, поступил в Отаркойское земское училище; затем планировался отъезд на обучение в Стамбул, но из-за начавшейся Первой мировой войны эти замыслы не осуществились. В 1915 году поступил в Зынджирлы-медресе в Бахчисарае. Затем, уже после революции, по протекции крымскотатарского просветителя Али Боданинского поступил в Лазаревский институт восточных языков в Москве, на факультет арабского языка. Однако обучение там окончить не смог, поскольку из-за смерти отца в 1922 году остался старшим мужчиной в семье и вынужден был вернуться в родное селение.
Работал в сельсовете, женился. В 1929 году, опасаясь раскулачивания, перебрался в село Саватка Балаклавского района г. Севастополя, где работал учителем; затем, поняв, что в Крыму ему не удастся избежать репрессий, выехал вместе с женой в Москву, а оттуда — в Ташкент. Здесь работал учителем в узбекских школах, окончил пединститут.
В октябре 1942 года призван в РККА. В действующей армии с июня 1943 года, служил в войсках тяжелой артиллерии на Брянском, 2-м Прибалтийском, 3-м Белорусском и 1-м Прибалтийском фронтах. В августе 1944 года, будучи в должности старшего телефониста 1104 Пушечного артиллерийского полка 53-й Пушечной артиллерийской бригады 2-й гвардейской армии 1-го Прибалтийского фронта, был представлен к ордену Славы III степени за устранение прорывов телефонной линии под обстрелом противника, однако в итоге статус награды был понижен, и 17 сентября 1944 года Мустафа Халилов был награждён медалью «За отвагу».
В мае 1944 года прошла депортация крымских татар, которой подверглись в том числе мать, братья и сёстры Мустафы Халилова (мать впоследствии умерла, так больше и не увидев старшего сына). Крымские татары, находившиеся в это время в действующей армии, подлежали высылке на спецпоселение только после демобилизации в 1945 году, однако М. Халилова это не коснулось, так как он выехал из Крыма ещё до войны.
С наступлением Оттепели и отменой режима спецпоселения частный дом Халиловых в ташкентском районе Бешагач стал неформальным «штабом» крымскотатарского национального движения. Активисты встречались здесь друг с другом и с московскими адвокатами. Сам Халилов, не будучи теоретиком, играл важную роль в решении практических и организационных задач. Не арестовывался, однако находился под постоянным наблюдением КГБ; его неоднократно вызывали для «бесед», а также снимали с самолета при попытках вылететь в Москву. В 1978 году посещал Крым.
Когда в 1990-х годах началось массовое возвращение крымских татар на историческую родину, М. Халилов неоднократно бывал в Крыму, но так и не смог организовать свой окончательный переезд на полуостров. Отметив своё 100-летие в январе 1997 года, он умер в Ташкенте 24 апреля того же года.